# Asnières-sur-Seine
Asnières-sur-Seine je severozahodno predmestje Pariza in občina v osrednjem francoskem departmaju Hauts-de-Seine regije Île-de-France. Leta 2008 je imelo naselje 81.666 prebivalcev.

## Administracija
Asnières-sur-Seine je sedež dveh kantonov:
- Kanton Asnières-sur-Seine-Jug (del občine Asnières-sur-Seine: 37.042 prebivalcev),
- Kanton Asnières-sur-Seine-Sever (del občine Asnières-sur-Seine: 44.624 prebivalcev).

Oba kantona sta sestavna dela okrožja Nanterre.

## Zgodovina
Ime kraja je bilo prvikrat zapisano v papeški buli iz leta 1158 v obliki Asnerias (srednjeveška latinska "asinaria" v pomenu "farma oslov"). Revna zemlja je bila v takratnem času domnevno primerna zgolj za vzrejo oslov.
15. februarja 1968 se je občina uradno preimenovala v Asnières-sur-Seine, da bi se ločila od ostalih občin v Franciji, prav tako imenovanih Asnières.

## Zanimivosti
- cerkev Sainte-Geneviève d'Asnières posvečena 1711,
- dvorec Château d'Asnières zgrajen 1750-52 za markiza d'Argensona je nadomestil starejšega, ki je bil v lasti grofice de Parabère,
- spomenik na Trgu Aristide Brianda v spomin na mrtve v francosko-pruski vojni 1870,
- Alcazar, ena prvih dvoran v predmestju, posvečena filmski umetnosti,
- pasje pokopališče.